# Seehydrographischer Dienst der DDR

Flagge des Seehydrographischen Diensts der DDR

Der Seehydrographische Dienst der DDR (SHD) war die für das Seekarten- und Seezeichenwesen der DDR zuständige Organisation. Er bestand von 1950 bis 1990.

## Geschichte
Bis zum Ende des Zweiten Weltkriegs hatte die Verantwortung für die Hydrographie in Deutschland bei der Deutschen Seewarte gelegen, die ein Teil der Kriegsmarine und ihrer Vorgänger war. Mit Beschluss des Alliierten Kontrollrats vom 12. Dezember 1945 wurde das Deutsche Hydrographische Institut (DHI) in Hamburg gegründet, das für die Seegebiete aller Besatzungszonen Deutschlands verantwortlich sein sollte. Ihm standen die Unterlagen der vormaligen Seewarte zur Verfügung, die den Krieg im Allgäu überdauert hatten.
Mit der Begründung, dass das DHI bei seiner Arbeit die Küste der DDR vernachlässige, beschloss der Ministerrat der DDR am 27. Juli 1950 rückwirkend zum 1. Januar 1950, einen eigenen seehydrographischen Dienst zu gründen. Er ging aus einem provisorischen hydrographischen Institut in Berlin hervor und hatte dort zunächst seinen Sitz. 1952 übernahm der SHD zusätzlich die Verantwortung für das Seezeichenwesen von der ehemaligen Wasserstraßenverwaltung.
Von Anfang an stand fest, dass der SHD die im verdeckten Aufbau befindlichen militärischen Kräfte der DDR unterstützen sollte, wofür ein vom DHI unabhängiger Dienst erforderlich war. Er wurde aus diesem Grund der Hauptverwaltung Seepolizei unterstellt und zusammen mit dieser 1952 in die Volkspolizei See überführt. Aus der Volkspolizei See entstanden 1956 die Seestreitkräfte der DDR, die ab 1960 die Bezeichnung Volksmarine führten.
Nach der deutschen Wiedervereinigung 1990 wurde der SHD mit dem DHI und dem Bundesamt für Schiffsvermessung (BAS) zum Bundesamt für Seeschifffahrt und Hydrographie mit Sitz in Hamburg und Rostock zusammengefasst. Dabei gingen die Aufgaben des Seezeichenwesens an das Wasser- und Schifffahrtsamt Stralsund über.

## Aufgaben

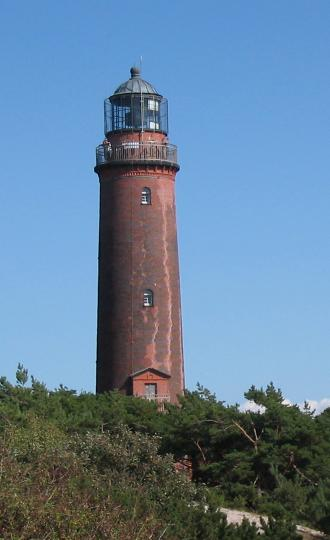
Leuchtturm Darßer Ort bei Prerow

Der SHD hatte die Aufgabe, Schifffahrt und Fischerei zu unterstützen. Dazu gehörten die Unterhaltung und Bezeichnung der Fahrwasser, die Vermessung und Verpeilung, die Suche und Beseitigung von Wracks, meereskundliche, erdmagnetische und hydrographische Forschungsarbeiten und der Seewetterdienst. Ein weiteres Aufgabenfeld war die Prüfung von nautischen Geräten an Bord wie Kompassen und Laternen. Außerdem gab der SHD Seekarten, nautische Bücher und nautische Mitteilungen heraus.
Zu den militärischen Aufgaben des SHD gehörte die Unterstützung der Seestreitkräfte der DDR und ihrer Verbündeten. Angehörige des SHD beteiligten sich ab 1951 an militärischen Übungen und die leitenden Mitarbeiter erhielten am 1. Dezember 1951 militärische Dienstgrade. Die militärischen Aufgaben wuchsen nach der offiziellen Aufstellung der Nationalen Volksarmee 1956. Entlang der Küste der DDR wurden Maßnahmen für den Kriegsfall vorbereitet. Dazu gehörte die Vorbereitung von Zwangswegen für die Schifffahrt, die Einrichtung einer Kriegsbefeuerung und der Aufbau eines besonderen Funknavigationssystems für die Volksmarine RYM, später BRAS. Außerdem übten Kräfte des SHD regelmäßig mit der Volksmarine und den anderen Verbündeten Ostseeflotten, den Marinen Polens und der Sowjetunion, mit denen zudem ein reger fachlicher Austausch stattfand.

## Organisation
Innerhalb der Volksmarine bildete der SHD eine eigene Organisation unter einem Leiter des SHD, der dem Chef der Volksmarine direkt unterstellt war. Sein Sitz wurde 1953 von Berlin nach Stralsund und 1959 nach Rostock verlegt.
| Nr. | Name                                | Beginn der Amtszeit | Ende der Amtszeit | Bemerkungen |
| --- | ----------------------------------- | ------------------- | ----------------- | ----------- |
| 5   | Konteradmiral Herbert Bernig        | 1975                | 1990              |             |
| 4   | Kapitän zur See Helmut Peucker      | 1960                | 1975              |             |
| 3   | Kapitän zur See Albrecht Schliecker | 1956                | 1960              |             |
| 2   | Fregattenkapitän Gerhard Grawe      | 1953                | 1956              |             |
| 1   | Kapitän zur See Erich Bruns         | 1950                | 1952              |             |

Nach mehreren Organisationsänderungen gliederte sich die Leitung des SHD ab 1971 in die vier Unterabteilungen Organisation/Planung/Ausbildung, Hydrographie, Seezeichen und Seekarten und Bücherwerk. Außerdem gab es eine Druckerei. Der Leitung unterstellt waren seehydrographische Dienststellen in Warnemünde und Peenemünde. Diesen Dienststellen unterstanden die Tonnenhöfe und zeitweise die Schiffe des SHD, die anfänglich in einem Verband der Schiffe des SHD zusammengefasst waren. Ab Mitte der 1970er Jahre bestanden bei beiden Dienststellen Fernwirkzentralen für den Betrieb der Leuchtfeuer.
Während das Führungspersonal militärischen Status hatte, arbeiteten in den technischen Bereichen und an Bord der Schiffe vornehmlich zivile Mitarbeiter.

## Schiffe

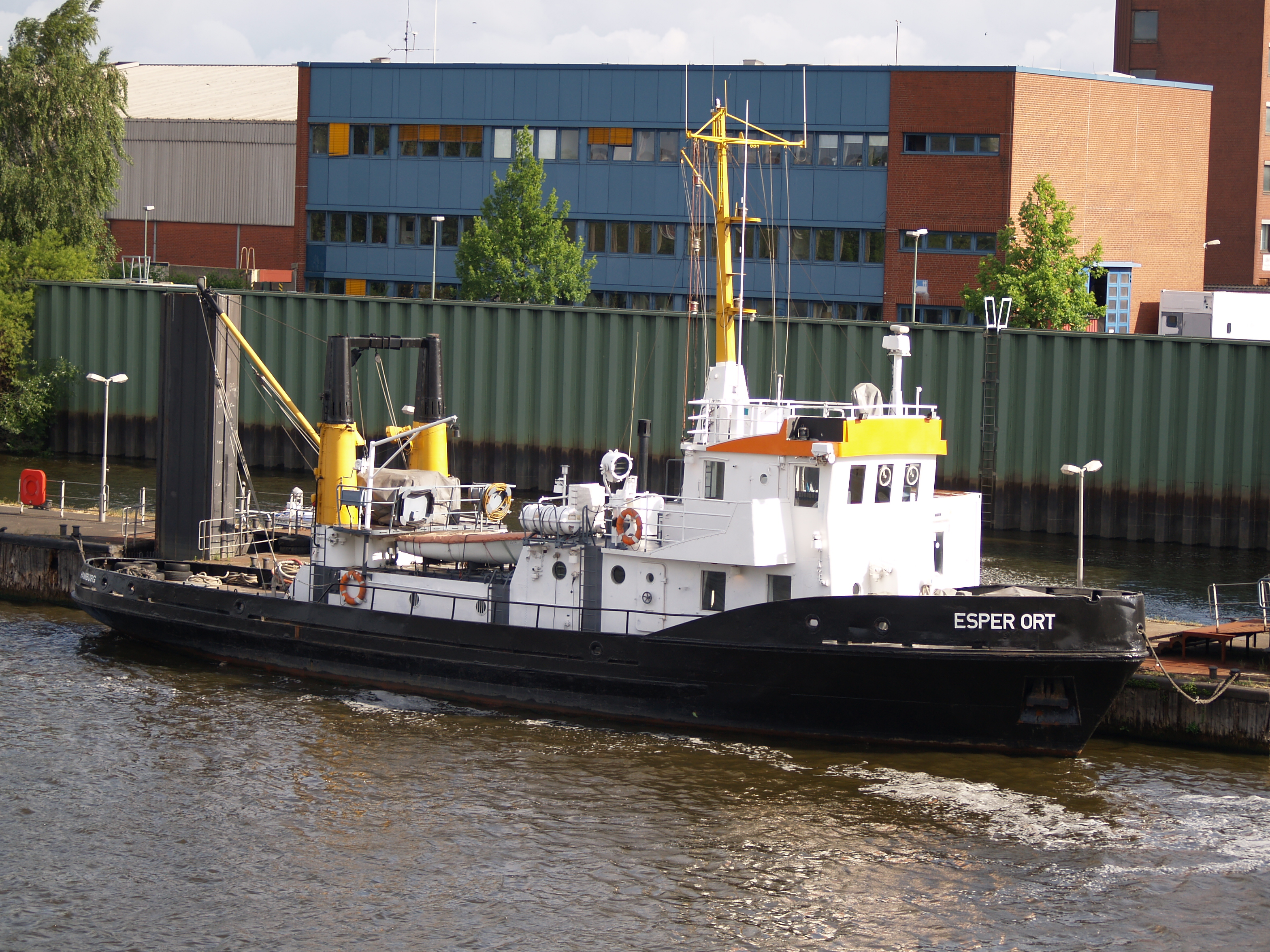
Das ehemalige Seezeichenkontrollboot Esper Ort des SHD (2008 in Hamburg)

Bei seiner Gründung verfügte der SHD nur über einige provisorisch für Vermessungsaufgaben hergerichtete Fahrzeuge. Hinzu kamen durch Umbauten bis 1952 diverse kleine Tonnenleger und Seezeichenboote. 1956 erhielt der SHD von der Volksmarine neun neue als Räumboote gebaute Fahrzeuge des Typs Schwalbe, die als Seezeichenboote eingesetzt wurden. In den 1960er und 1970er Jahren erhielt der SHD eine Anzahl von für seine Aufgaben konzipierten Neubauten, die die kleinen Fahrzeuge der Anfangszeit nach und nach ersetzten. Im Jahr 1990 waren an größeren Fahrzeugen vorhanden:
- zehn Seezeichenkontrollboote (kleine Tonnenleger) der SK-64-Klasse: Gollwitz, Ranzow, Landtief, Grasort, Kollicker Ort, Esper Ort, Palmer Ort, Gellen, Arkona, Darsser Ort
- zwei Tonnenleger: Buk, Dornbusch
- ein Vermessungsschiff: Carl F. Gauss

Außerdem verfügte der SHD über eine Anzahl von Vermessungs- und Seezeichenbarkassen.
Die Schiffe waren nach mehreren Umgliederungen in zwei Abteilungen aufgeteilt, die der Ersten und der Vierten Flottille unterstellt waren.